# Nicolae Dragoș
Nicolae Dragoș (pseudonimul literar al lui Nicolae Răcănel; n. 3 noiembrie 1938, Cleșnești, România) este un poet, scriitor și jurnalist român.

## Biografie
Nicolae Dragoș s-a născut la 3 noiembrie 1938 în satul Cleșnești, comuna Glogova, județul Gorj și a absolvit în anul 1960 Facultatea de Filologie a Universității din București.
În perioada septembrie 1960 -  septembrie 1962 a îndeplinit funcția de profesor de limba română la Liceul „Tudor Arghezi” din localitatea Târgu Cărbunești.
Din septembrie 1962 până în iunie 1989 a lucrat în presă îndeplinind o serie de funcții.
A început activitatea jurnalistică la revista „Viața Studențească”, apoi din anul 1963 până în anul 1968 a îndeplinit la ziarul „Scânteia Tineretului”, în mod succesiv, funcțiile de șef al secției de cultură, redactor șef adjunct și redactor șef. Din ianuarie 1969 până în anul 1974 a fost șeful secției de cultură a cotidianului „Scânteia”.
În perioada 1974-1980 a fost redactor șef al revistei „Luceafărul” organ al Uniunii Scriitorilor din România, apoi redactor șef adjunct al ziarului „Scânteia”.
După anul 1989 a fost pentru o scurtă vreme redactor la ziarul „Adevărul” și mai apoi la „Universul Satelor”, revista „Albina Românească”, redactor șef adjunct al ziarului „Ordinea” și redactor șef al revistei „Renașterea civilizației rurale românești”.
Din anul 1966 este membru al Uniunii Ziariștilor din România, iar din anul 1978 membru al Uniunii Scriitorilor din România.
Este membru al Uniunii Epigramiștilor din România. A fost, de asemenea, membru fondator al Ligii Culturale „Fiii Gorjului”, al cărui vicepreședinte cu probleme culturale a devenit pentru o perioadă lungă de timp, precum și prim vicepreședinte al Fundației Naționale „Niște Țărani”.
A făcut parte din jurii la festivaluri și concursuri naționale și județene de poezie, epigrame și literatură umoristică, de film și muzicale.
Este cetățean de onoare al municipiului Motru, al orașului Târgu Cărbunești și al comunei natale Glogova, județul Gorj.

## Distincții
- Ordinul Muncii clasa a III-a (6 noiembrie 1964) „cu ocazia aniversării a 20 de ani de la apariția ziarului «Scînteia tineretului», pentru merite deosebite în muncă” (menționat ca Nicolae S. Răcănel)[2]
- Ordinul „Tudor Vladimirescu” clasa a V-a (24 aprilie 1967) „cu prilejul aniversării a 45 de ani de la crearea Uniunii Tineretului Comunist”[3]
- Ordinul „Meritul Cultural” clasa a II-a (29 aprilie 1983) „pentru contribuția adusă la înfăptuirea politicii partidului și statului de făurire a societății socialiste multilateral dezvoltate în patria noastră și rezultatele deosebite obținute în întrecerea socialistă pentru îndeplinirea și depășirea planului național unic de dezvoltare economico-socială pe anul 1982”[4]
- Ordinul Uniunii Ziariștilor din România clasa I (2003)
- Ordinul Meritul Cultural în grad de cavaler (2004)[5].

## Opera
La vârsta de 30 de ani are loc debutul său în literatură prin publicarea primului volum. Din cele 50 de volume, cele mai multe de poezie, precum și volume de versuri pentru copii, de fabule, proză, eseuri, epigrame și traduceri, reținem selectiv:
- Moartea calului troian, versuri, Editura pentru Literatură, București, 1968;
- Coloană de-a lungul, versuri, Ed. Eminescu, București, 1971;
- Zăpezi fără întoarcere, versuri, Ed. Cartea Românească, București, 1973;
- Scut de etern, versuri, Ed. Eminescu, București, 1974;
- Scrisoare în sat, versuri, Ed. Eminescu, București, 1975;
- La stema țării, publicistică, Ed. Ion Creangă, București, 1977;
- Cu inima curată, versuri, Ed. Eminescu, București, 1977;
- Ritualuri intime, versuri, Ed. Cartea Românească, București, 1978;
- Îngândurat ca pietrele munților, versuri, Ed. Eminescu, București, 1979;
- Scutier la umbra clipei, poeme, Ed. Eminescu, București, 1982;
- Stihi (Stihuri), pref. de C. Stănescu, Redakcija Rumynija, București, 1982;
- Pentru eterna vatră românească, versuri, Ed. Militară, București, 1983;
- Fabule cu sau fără morală, Ed. Eminescu, București, 1984;
- De veghe la anotimpuri, Ed. Eminescu, București, 1985;
- Drumeț în calea lupilor; filmul unei existențe reale liber interpretată, în colab. cu Mihai Stoian, Ed. Eminescu, București, 1987;
- O viață de erou pentru partid, popor și țară, Ed. Meridiane, București, 1988;
- Fântâna din oglinzi, versuri, Ed. Eminescu, București, 1988;
- Zamanin Sozii (Cuvântul vremii), Ed. Yayia- cilik, Istanbul, 1989;
- Poeme dintr-un sfert de veac, versuri, pref. de C. Stănescu, Ed. Eminescu, București, 1989;
- Cartea cu litere, versuri, Ed. „Carro”, București, 1994;
- Vânătoarea din culori, versuri, Ed. „Carro”, București, 1995;
- Zbor printre flori, versuri, Ed. „Carro”, București, 1995;
- Alfabetul din grădina lumii, versuri, Ed. „Carro”, București, 1997;
- Copacul din vis: jurnal liric din tranșeele hârtiei, versuri, Ed. Fundației Constantin Brâncuși, Târgu-Jiu, 1998;
- Colivia cu păsări: portrete după natură, versuri, Ed. Omniapres, București, 1998;
- Poeme lapidare, Fundația Națională „Niște Țărani”, București, 1999;
- Amintirea ca viață, versuri, Fundația Națională „Niște Țărani”, București, 2000;
- Valul și malul, versuri, Ed. Eminescu, București, 2001;
- Cartea cu litere și alte minunății, versuri, Ed. AGER-Economistul, București, 2002;
- Autobuzul de seară, Ed. Realitatea, București, 2005;
- Din livada lui Arghezi, versuri să le pască iezii, Ed. Ager, București, 2005;
- Fabule din două veacuri, Ed. Ager, București, 2006;
- Jocul de-a cifrele, Ed. AkiPinceau, București, 2006;
- Cuvinte despre cuvânt, Ed. Ager, București, 2007;
- Clipe din clipa cea repede, Ed. Realitatea, București, 2008;
- Ultima călătorie a lui Ulise, Ed. Rao, București, 2008;
- Călător spre nevăzute umbre, Ed. Ceres, București, 2009;
- Casa din cuvinte, Ed. Semne, București, 2013;
- Cu ochii-n 4, versuri, Ed. Revers, Craiova, 2014;
- De vorbă cu Esop, Ed. Napoca Star, Cluj-Napoca, 2015;
- Omul din Turn, versuri, Ed. Revers, Craiova, 2018.

### Traduceri
- S. Șatrov, Blana de nylon, în colab. cu H. Rorlich, București, 1964;
- Bertolt Brecht, Scrieri despre teatru, în colab. cu Corina Jiva, Ed. Meridiane, București, 1977;
- Iuri Voronov, Aducerea aminte sau uitarea?, selecție de Nicolae Dragoș, în colab. cu L. Duță, Ed. Univers, București, 1988;
- ***, Din înțelepciunea chineză, în colab. cu Li Jiayu, Ed. D.B.H., București, 2002.

### Ediții  și  prefețe
- Omagiu țărănimii, Ed. Minerva, București, 1977;
- L-am cunoscut pe Tudor Arghezi (50 de confesiuni ale unor autori care l-au cunoscut pe T. Arghezi), Ed. Eminescu, București, 1981 (vol. II, Fundația Națională „Niște Țărani”, București, 2007);
- O viață ca un cântec, publicistică, volum dedicat interpretului de muzică populară Benone Sinulescu, Ed. „Carro”, București, 1997;
- I.H. Rădulescu, Poezii alese, Ed. „Carro”, București, 1998;
- L-am cunoscut pe Tudor Arghezi (alte peste cincizeci de confesiuni), vol. II, Fundația Națională „Niște Țărani”, București, 2007.

Este, de asemenea, autorul romanului „Drumeț în calea lupilor” (în colaborare cu Mihai Stoian, roman după care s-a realizat filmul omonim), al volumului de povestiri „Păcate lumești sub baldachinul cu povești”, al volumelor de fabule „Fabule cu și fără morală”, „Fabule din două veacuri”, „Fabule de ieri spre mâine”, al culegerii de evocări și amintiri, în două volume, „L-am cunoscut pe Tudor Arghezi”, precum și a numeroase scenarii de film, printre care Castelul din Carpați, Drumeț în calea lupilor (ambele în colaborare cu Mihai Stoian), Falansterul (în colaborare cu Florin Avramescu), „Flacăra vie”, „Nicolae Titulescu” și alte scenarii și comentarii la filme documentare artistice de lung metraj.
Versurile sale au fost traduse și publicate în antologii sau reviste din peste 10 țări (Turcia, Grecia, China, Bulgaria, în țări din America Latină, etc.). În 1968 a obținut premiul pentru reportaj la Concursul internațional de la Montecatini, Italia. A obținut premii literare naționale, printre care: Premiul Mihai Eminescu al Academiei Române (1985), Premiul pentru argheziologie al Festivalului Internațional Tudor Arghezi (1994, 2007), Premiul Fundației Naționale „Niște Țărani” (2001, 2006), Premiul Festivalului de umor „Ion Canavoiu” (2003, 2006), premii ale revistelor Flacăra, Convorbiri literare, Săptămâna, etc. A publicat în principalele reviste literare și culturale ale țării, de-a lungul a aproape 60 ani de activitate. Este inclus cu versuri, reportaje, publicistică, interviuri, în antologii de gen. Despre creația sa s-au pronunțat de-a lungul anilor personalități ale criticii literare și cinematografice, printre care amintim doar câteva: Șerban Cioculescu, Edgar Papu, Eugen Barbu, Marin Mincu, Alexandru Piru, Nicolae Balotă, Mircea Iorgulescu, Mihai Ungheanu, Marian Popa, C. Stănescu, Dim. Păcurariu, Nicolae Georgescu, Emil Manu, Ioan Moldovan, Luchian Alexiu, Florea Firan, Artur Silvestri, Dumitru Micu, Marian Barbu, Alex. Ștefănescu, Laurentiu Ulici, Fănuș Neagu, Mircea Micu, Ioan Adam, Aureliu Goci, Ion Brad, Titus Vijeu, Ion Popescu-Brădiceni ș.a.

## Filmografie

### Scenarist
- Falansterul (1979) - împreună cu Florian Avramescu
- Castelul din Carpați (1981) - împreună cu Mihai Stoian
- Drumeț în calea lupilor (1990) - împreună cu Mihai Stoian